# Onthophagus prostans
Onthophagus prostans é uma espécie de inseto do género Onthophagus, família Scarabaeidae, ordem Coleoptera.
Foi descrita cientificamente por Reiche em 1847.